# Telodeinopus exilis
Telodeinopus exilis är en mångfotingart som först beskrevs av Carl Graf Attems 1934.  Telodeinopus exilis ingår i släktet Telodeinopus och familjen Spirostreptidae. Inga underarter finns listade i Catalogue of Life.